# Company of Heroes (серия игр)
Company of Heroes — серия видеоигр в жанре стратегия в реальном времени, разработанная Relic Entertainment, изданная THQ и Sega. Первой игрой во франшизе стала Company of Heroes, а последней Company of Heroes 3.
Агрегатор Polygon назвал серию «одной из лучших когда-либо созданных в жанре RTS».

## Игры
| 2006 | Company of Heroes                     |
| 2007 | Opposing Fronts                       |
| 2008 |                                       |
| 2009 | Tales of Valor                        |
| 2010 | Company of Heroes Online              |
| 2011 |                                       |
| 2012 |                                       |
| 2013 | Company of Heroes 2                   |
| 2014 | Company of Heroes 2: Ardennes Assault |
| 2015 |                                       |
| 2016 |                                       |
| 2017 |                                       |
| 2018 |                                       |
| 2019 |                                       |
| 2020 |                                       |
| 2021 |                                       |
| 2022 |                                       |
| 2023 | Company of Heroes 3                   |

### Company of Heroes
Company of Heroes является первой игрой в серии, она была выпущена 12 сентября 2006 года в Северной Америке, а в Европе — 29 сентября. Игра была портирована на iOS 13 февраля 2020 года.

### Company of Heroes: Opposing Fronts
Company of Heroes: Opposing Fronts является первым дополнением к Company of Heroes.

### Company of Heroes Online
Company of Heroes Online была массовой многопользовательской онлайновой стратегией в реальном времени. Открытое бета-тестирование началось 2 сентября 2010 года. Игра была закрыта 31 марта 2011.

### Company of Heroes 2
Company of Heroes 2 вышла 25 июня 2013 года для Windows. 27 августа 2015 года компания Feral Interactive выпустила игру для операционных систем macOS и Linux. Она использует игровой движок Essence Engine.

### Company of Heroes 3
Company of Heroes 3 была анонсирована в июле 2021 года. Релиз состоялся 23 февраля 2023 года. Сюжет игры построен на противостоянии «союзников» и стран «оси» в Северной Африке и Италии.